# 아타카
아타카(불가리아어: Атака "공격")는 2005년 불가리아에서 만들어진 불가리아 민족주의 정당이다. 아타카는 불가리아어로 "공격"을 뜻한다. 현재 지도자는 볼렌 시데로프이며, 2014년 총선거 결과, 검열 없는 불가리아에 이어 제7당이다.